# Portraits de la famille Roulin
Les Portraits de la famille Roulin forment un ensemble de portraits réalisés par  le peintre hollandais Van Gogh à Arles entre 1888 et 1890.
Vincent Van Gogh, qui peignait de nombreux paysages, souhaitait se consacrer également aux portraits. Il recherchait donc un modèle et c'est ainsi qu'il a rencontré le facteur Joseph Roulin qui fréquentait comme lui le café de la Gare. En réalité Joseph Roulin n'était pas exactement facteur comme le veut la légende : il était certes employé des Postes, mais en qualité d'entreposeur, c'est-à-dire gardien des entrepôts de courrier. Il était, d'après le peu qu'en écrit Van Gogh, alcoolique et républicain, fort en gueule et bon bougre.
Joseph Roulin est né le 4 avril 1841 à Lambesc, à environ 60 kilomètres à l'est d'Arles, et il est mort en septembre 1903 à Marseille. Le 31 août 1868 il s'est marié à Augustine-Alex Pellicot, née le 9 octobre 1851 à Lambesc comme son mari et décédée le 5 avril 1930. Les Roulin ont eu trois enfants : Armand, Camille et Marcelle.
Van Gogh a réalisé des portraits de chacun d'eux.
| Artiste            | Vincent van Gogh             |
| Date               | 1888                         |
| Type               | Peinture de portrait         |
| Technique          | huile sur toile              |
| Dimensions (H × L) | 81,2 × 65,3 cm               |
| Localisation       | Musée des beaux-arts, Boston |

| Artiste            | Vincent van Gogh     |
| Date               | 1889                 |
| Type               | Peinture de portrait |
| Technique          | huile sur toile      |
| Dimensions (H × L) | 66,2 × 55 cm         |
| Localisation       | Fondation Barnes     |

| Artiste            | Vincent van Gogh                    |
| Date               | 1888                                |
| Type               | Peinture de portrait                |
| Technique          | huile sur toile                     |
| Dimensions (H × L) | 65 × 54 cm                          |
| Localisation       | Kunstmuseum Winterthur, Winterthour |

| Artiste            | Vincent van Gogh               |
| Date               | 1889                           |
| Type               | Peinture de portrait           |
| Technique          | huile sur toile                |
| Dimensions (H × L) | 64,4 × 55,2 cm                 |
| Localisation       | Museum of Modern Art, New York |

| Artiste      | Vincent van Gogh              |
| Date         | 1889                          |
| Type         | Peinture de portrait          |
| Technique    | huile sur toile               |
| Largeur      | 65,3 cm                       |
| Localisation | Musée Kröller-Müller, Otterlo |

| Artiste      | Vincent van Gogh                   |
| Date         | 1888                               |
| Type         | Peinture de portrait               |
| Technique    | huile sur toile                    |
| Largeur      | 65,3 cm                            |
| Localisation | Detroit Institute of Arts, Détroit |

| Artiste            | Vincent van Gogh           |
| Date               | 1888                       |
| Type               | Peinture de portrait       |
| Technique          | huile sur toile            |
| Dimensions (H × L) | 63,5 × 51 cm               |
| Localisation       | Metropolitan Museum of Art |

| Artiste            | Vincent van Gogh     |
| Date               | 1888                 |
| Type               | Peinture de portrait |
| Technique          | huile sur toile      |
| Dimensions (H × L) | 47,5 × 39 cm         |
| Localisation       | Sammlung Nathan      |

| Artiste            | Vincent van Gogh             |
| Date               | 1888                         |
| Type               | Peinture de portrait         |
| Technique          | huile sur toile              |
| Dimensions (H × L) | 92 × 72 cm                   |
| Localisation       | Musée des beaux-arts, Boston |

| Artiste            | Vincent van Gogh     |
| Date               | 1888                 |
| Type               | Peinture de portrait |
| Technique          | huile sur toile      |
| Dimensions (H × L) | 92,5 × 73 cm         |
| Localisation       | Musée van Gogh       |

| Artiste            | Vincent van Gogh             |
| Date               | 1888                         |
| Type               | Peinture de portrait         |
| Technique          | huile sur toile              |
| Dimensions (H × L) | 65 × 54 cm                   |
| Localisation       | Musée Boijmans Van Beuningen |

| Artiste            | Vincent van Gogh         |
| Date               | 1890                     |
| Type               | Peinture de portrait     |
| Technique          | huile sur toile          |
| Dimensions (H × L) | 63 × 54 cm               |
| Localisation       | Musée d'Art de São Paulo |